# Pseudomussaenda mozambicensis
Pseudomussaenda mozambicensis är en måreväxtart som beskrevs av Bernard Verdcourt. Pseudomussaenda mozambicensis ingår i släktet Pseudomussaenda och familjen måreväxter. Inga underarter finns listade i Catalogue of Life.